# All by Myself (chanson)
Pour les articles homonymes, voir All by Myself.
Singles de Eric Carmen
That's Rock and Roll
(1975)
All by Myself est une chanson américaine écrite, composée et interprétée par Eric Carmen et sortie en 1975.

## Composition et réception
Elle emprunte librement son thème musical au deuxième mouvement du Concerto pour piano no  2 de Sergueï Rachmaninov, une pièce qu’Eric Carmen croyait à tort être dans le domaine public.
Elle s'est classée à la fois no 1 au Cash Box, no 2 au Billboard Hot 100 et no 12 au UK Singles Chart. Elle remporte un disque d'or avec plus de 500 000 exemplaires vendus. Depuis, elle est devenue un standard du répertoire pop anglo-saxon.
En 1977, le réalisateur Dino Risi l'utilise comme musique de film dans Les Nouveaux Monstres, qui a pour thème la rencontre entre Ornella Muti et Yorgo Voyagis dans l'histoire Sans paroles.

## Reprises

### Version de Céline Dion (1996)
Singles de Céline Dion
The Power of the Dream
(1996) Les derniers seront les premiers
(1996)
En 1996, la reprise de Céline Dion, parue sur l'album Falling into You, rencontre un très grand succès. Elle est classée à la fois no 1 Hot Adult Contemporary Tracks, au Hot Latin Pop Airplay (sous le titre Sola otra vez), no 4 au Billboard Hot 100 et no 7 au hit parade du Canada. Elle remporte par ailleurs un disque d'or aux États-Unis. Au Royaume-Uni, la chanson reçoit un disque d'argent pour plus de 200 000 exemplaires vendus.

### Autres versions
Enregistrée en anglais (sauf mentions contraires) par :
- François Valéry
- Ronnie Aldrich (instrumental)
- Richard Anthony (en français : Je n'ai que toi)
- Mike Alison (en français : Je suis seul)
- Babes in Toyland
- Michael Ball
- Lazlo Bane
- John Barrowman
- Shirley Bassey
- Brotherhood of Man
- Richard Clayderman (instrumental)
- Ray Conniff
- Sheryl Crow
- John Davidson
- Barry De Vorzon (instrumental)
- Karel Gott (en anglais : My Brother Jan ; en allemand : Mein letztes Lied)
- Daryl Hall
- Il Divo
- Tom Jones
- Jewel
- Eartha Kitt
- James Last
- Leona Lewis
- LaToya London
- Carmen McRae
- Henry Mancini (instrumental)
- Jeanne Mas (en français : Je vous aime ainsi)
- Jayma Mays dans la première saison de Glee
- Valeria Lynch (en espagnol : Olvídame)
- Luis Miguel (en espagnol : Perdóname)
- Ricardo Montaner (en espagnol : Sola otra vez)
- Bernie Nolan
- Jamie O'Neal
- Emile Pandolfi (instrumental)
- Frank Sinatra
- Stanley Turrentine (instrumental)
- Margaret Urlich
- Marti Webb
- Hank Williams, Jr.
- Joseph Williams
- Conchita Wurst
- The Wynners
- Ryohei Yamamoto
- Julie Zenatti
- Helene Fischer
- Monika Absolonová (en tchèque : Zůstávám dál)
- Charice dans un « David Foster & Friends » le 9 mai 2009[8], puis dans la seconde saison de Glee
- Les Enfoirés
- Almira Gollayan
- Zine (en niçois : Totjorn soleta)[9],[10]